# Joseph P. Vacanti
Joseph Philip Vacanti (* 1948 in Omaha, Nebraska) ist ein US-amerikanischer Chirurg und Transplantationsforscher am Massachusetts General Hospital.
Vacanti erwarb 1970 an der Creighton University in Omaha, Nebraska, einen Bachelor und 1974 an der University of Nebraska einen M.D. als Abschluss des Medizinstudiums. Seine Ausbildung in Allgemeinchirurgie erhielt er am Massachusetts General Hospital, in Kinderchirurgie am Boston Children’s Hospital und in Transplantationschirurgie an der University of Pittsburgh.

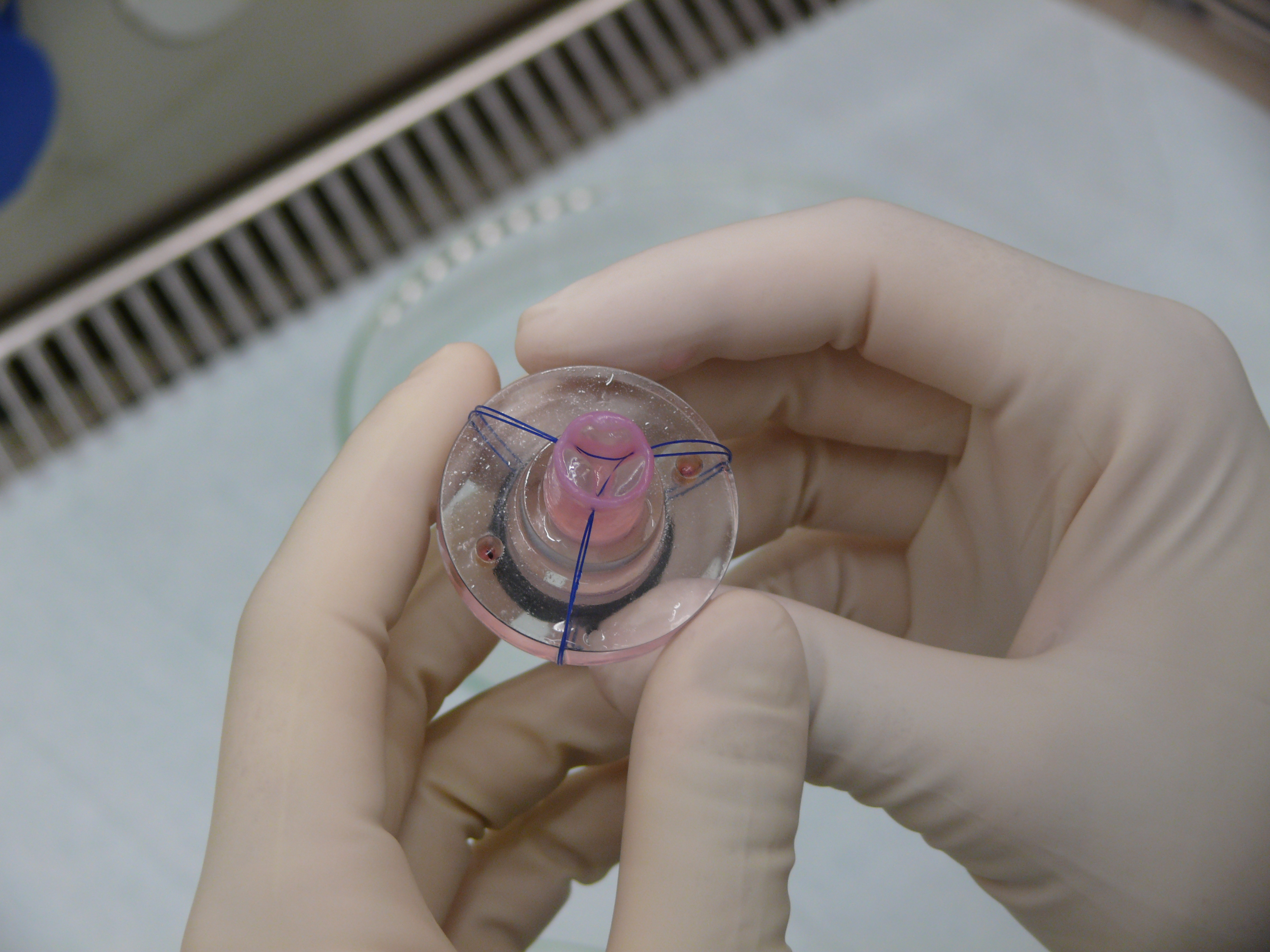
Durch Gewebezüchtung hergestellte Herzklappe

Vacanti ist heute (Stand 2013) Chefarzt der Kinderchirurgie am Massachusetts General Hospital und der Chirurgie am Massachusetts General Hospital for Children, Leiter des Laboratory for Tissue Engineering and Organ Fabrication und der Abteilung für pädiatrische Transplantationschirurgie am Massachusetts General Hospital. Außerdem hat er eine Professur für Chirurgie an der Harvard Medical School.
Seit Anfang der 1980er Jahre befasst sich Vacanti mit Tissue Engineering, dem künstlichen Herstellen von Geweben, zu dessen Pionieren er gezählt wird. Sein Interesse für das Tissue Engineering resultierte aus dem Mangel an Organen für Transplantation. Bei Vacantis gemeinsam mit Robert Langer entwickelten Ansatz wird zunächst im Labor ein Gerüst („scaffold“) aus resorbierbaren Polymeren verwendet, hierauf werden lebende Zellen gesät und mit Wachstumsfaktoren stimuliert. Die Zellen können entweder aus dem geplanten Zielgewebe stammen oder Stammzellen sein. Entlang des Gerüstes wachsen die Zellen in der gewünschten dreidimensionalen Form, die der Funktion des Transplantats entspricht. Nach der Implantation beim Patienten wachsen Blutgefäße in das Gewebe ein und das Transplantat übernimmt seine biologische Funktion (siehe Vacanti-Maus). Das Gerüst wird im Laufe der Zeit vom Körper des Patienten abgebaut.
Thomson Reuters (heute Clarivate Analytics) zählte Vacanti zu den Favoriten auf einen Nobelpreis für Physiologie oder Medizin (Thomson Reuters Citation Laureates).
Joseph Vacanti hat drei Brüder, die ebenfalls im Bereich der Gewebezüchtung/des Tissue engineering tätig sind: Charles, Martin und Francis.